# Підлісненська сільська рада (Росія)
Підлі́сненська сільська рада (рос. Подлеснинский сельский совет) — муніципальне утворення у складі Стерлітамацького району Башкортостану, Росія. Адміністративний центр — присілок Підлісне.

## Населення
Населення — 1865 осіб (2019, 1956 в 2010, 1949 в 2002).

## Склад
До складу поселення входять такі населені пункти:
| Населений пункт            | Населення, осіб (2002) | Населення, осіб (2010) |
| -------------------------- | ---------------------- | ---------------------- |
| Валентиновський, присілок  | 2                      | 0                      |
| Велике Аксаково, село      | 200                    | 163                    |
| Ведьорниковський, присілок | 5                      | 3                      |
| Ішпарсово, село            | 711                    | 767                    |
| Марковський, присілок      | 5                      | 1                      |
| Мікрюковка, присілок       | 9                      | 4                      |
| Новоальошкино, присілок    | 43                     | 24                     |
| Підлісне, присілок         | 350                    | 376                    |
| Соловйовка, присілок       | 13                     | 12                     |
| Спаське, присілок          | 20                     | 16                     |
| Стрілковка, присілок       | 0                      | 0                      |
| Талалаєвка, село           | 591                    | 590                    |